# Pierre Imhasly
Pierre Imhasly (* 14. November 1939 in Visp; † 17. Juni 2017 ebenda) war ein Schweizer Schriftsteller.

## Leben
Pierre Imhasly studierte Germanistik und Romanistik an den Universitäten in Freiburg (Schweiz) und Zürich und hielt sich anschließend für längere Zeit in Italien und Spanien auf. 1981 nahm er am Ingeborg-Bachmann-Wettbewerb in Klagenfurt teil.
Imhasly war Verfasser von Prosa und Gedichten. Daneben trat er als Übersetzer aus dem Französischen hervor. Sein Poem Widerpart oder Fuga mit Orgelpunkt vom Schnee kam 1979 im Suhrkamp Verlag heraus. Sein Lebenswerk ist die im Stroemfeld Verlag erschienene Rhone Saga, an der er 12 Jahre lang geschrieben hat.
Pierre Imhasly war Mitglied des Verbandes Autorinnen und Autoren der Schweiz. Er lebte in Nîmes und Visp.
Sein Nachlass befindet sich im Schweizerischen Literaturarchiv in Bern.

## Auszeichnungen
- 1977: Übersetzerpreis der Oertli-Stiftung
- 1977: Werkjahr des Kantons Zürich
- 1979: Werkjahr der Stiftung Pro Helvetia
- 1980: Kulturpreis der Gemeinde Visp
- 1983: Staatspreis des Kantons Wallis
- 2002: Werkbeitrag der Stiftung Pro Helvetia

## Werke
- Sellerie Ketch up & Megatonnen. Kandelaber Verlag, Bern 1970.
- Visp. Brig 1976 (zusammen mit Armin Karlen).
- Widerpart oder Fuga mit Orgelpunkt vom Schnee. Zürich u. a. 1979.
- Corrida. Bern u. a. 1982.
- Alfons Studer oder Ein Eros in allen Dingen. Bern u. a. 1984.
- Bodrerito Sutra. Zürich 1992.
- Rhone Saga. Basel u. a. 1996.
- Paraíso sí. Frankfurt am Main u. a. 2000.
- Leni, Nomadin. Frankfurt am Main u. a. 2001 (zusammen mit Renato Jordan).
- Blick auf... Zermatt. Ayer 2004 (zusammen mit Herbert Theler).
- Maithuna/Matterhorn. Frankfurt am Main u. a. 2005.
- Sellerie, Ketch up & Megatonnen. Stroemfeld, Frankfurt am Main 2010, ISBN 978-3-86600-041-4.
- Requiem d'amour. Stroemfeld, Frankfurt am Main 2014, ISBN 978-3-86600-195-4.
- Bodrerito Sutra. Stroemfeld, Frankfurt am Main 2016, ISBN 978-3-86600-271-5.

### Übersetzungen
- Maurice Chappaz: Das Buch der C. Frauenfeld 1994.
- Maurice Chappaz: Evangelium nach Judas. Frauenfeld 2004.
- Maurice Chappaz: Haute Route. Zürich 1984.
- Maurice Chappaz: Die hohe Zeit des Frühlings. Testament der oberen Rhone. Zürich 1986.
- Maurice Chappaz: Lötschental. Frankfurt am Main 1990.
- Maurice Chappaz: Rinder, Kinder und Propheten. Zürich u. a. 1976.
- Maurice Chappaz: Die Walliser. Bern 1968.
- Maurice Chappaz: Die Zuhälter des ewigen Schnees. Zürich 1976.
- Anne Cuneo: Dinge, bedeckt mit Schatten. Zürich u. a. 1975.
- Michel Goeldlin: Windstille gegen Mittag. Zürich 1977.
- André Imer: Freigut. Bern u. a. 1984.
- Monique Jacot: Frauen auf dem Land. Le Mont-sur-Lausanne 1989.
- Marie Métrailler: Die Reise der Seele. Zürich 1991.
- Daniel Odier: Hasenjagd. Zürich 1983.